# Сафрошинский
Сафро́шинский — посёлок в Железногорском районе Курской области. Входит в состав Городновского сельсовета.
Население — 18 человек (2010 год).

## География
Расположен на северо-востоке района, в 16 км к востоку от Железногорска, недалеко от истока речки Тишимли. Состоит из одной улицы, протянувшейся с юго-запада на северо-восток. Ближайшие населённые пункты — деревни Городное и Коровино. К югу и юго-западу от посёлка расположены урочища Большая и Малая Смердячка, к юго-востоку — урочище Городище.

## Этимология
Получил название по фамилии первых жителей — Сафрошиных, переселившихся сюда из деревни Городное. В довоенных источниках упоминается под названиями Софрошин, Сафрошино.

## История
Основан в ходе Столыпинской аграрной реформы (1906—1911) переселенцами из деревни Городное. До 1917 года был частью имения помещиков Шамшевых. В ноябре 1917 года, в ходе Октябрьской революции, был разграблен крестьянами деревни Коровино.
1920-е годы в Сафрошинский переселилось несколько семей из деревни Коровино: Баталеевы, Бондаревы, Сергеевы, Фроловы, Чистяковы. В 1926 году в посёлке было 15 дворов, проживал 91 человек (45 мужского пола и 46 женского).
В 1930 году жители посёлка начали вступать в колхоз имени Ворошилова (центр в д. Коровино). В 1937 году в Сафрошинском было 9 дворов. Во время Великой Отечественной войны, с октября 1941 года по февраль 1943 года, находился в зоне немецкой оккупации. 
В 1950 году колхоз имени Ворошилова, в котором трудились жители Сафрошинского, был присоединён к колхозу имени Ленина (центр в д. Городное). В 1963 году эта артель получила новое название — «Заря Мира». В 1992 году колхоз был реорганизован в АО «Заря Мира», которое было ликвидировано в 2000-е годы.
В 2014 году в посёлке было 11 дворов.

## Административно-территориальная принадлежность
- 19ХХ—1923 годы — в составе Большебобровской волости Дмитровского уезда
- 1923—1927 годы — в составе Городновского сельсовета Большебобровской волости Дмитровского уезда
- 1927—1928 годы — в составе Городновского сельсовета Долбенкинской волости Дмитровского уезда
- 1928—1930 годы — в составе Городновского сельсовета Михайловского района
- 1930—1935 годы — в составе Большебобровского сельсовета Дмитриевского района
- 1935—1963 годы — в составе Большебобровского сельсовета Михайловского района
- 1963—1964 годы — в составе Большебобровского сельсовета Дмитриевского района
- 1964—1965 годы — в составе Большебобровского сельсовета Фатежского района
- 1965—1986 годы — в составе Большебобровского сельсовета Железногорского района
- С 1986 года — в составе Городновского сельсовета Железногорского района

## Население
| 1926 | 1979 | 2002 | 2010 |
| ---- | ---- | ---- | ---- |
| 91   | ↘45  | ↘19  | ↘18  |